# Coelia triptera
Coelia triptera là một loài thực vật có hoa trong họ Lan. Loài này được (Sm.) G.Don ex Steud. mô tả khoa học đầu tiên năm 1840.

## Hình ảnh

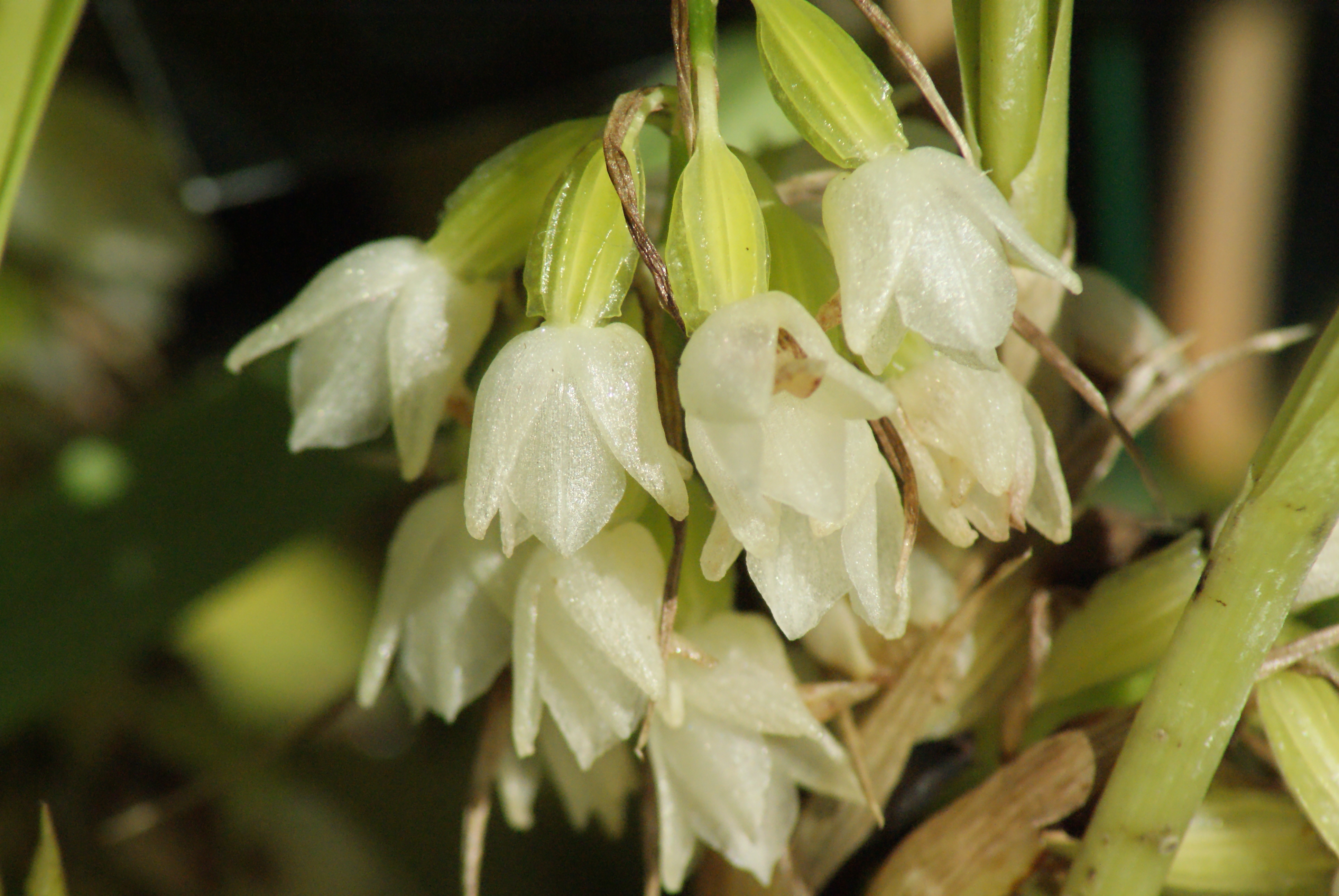
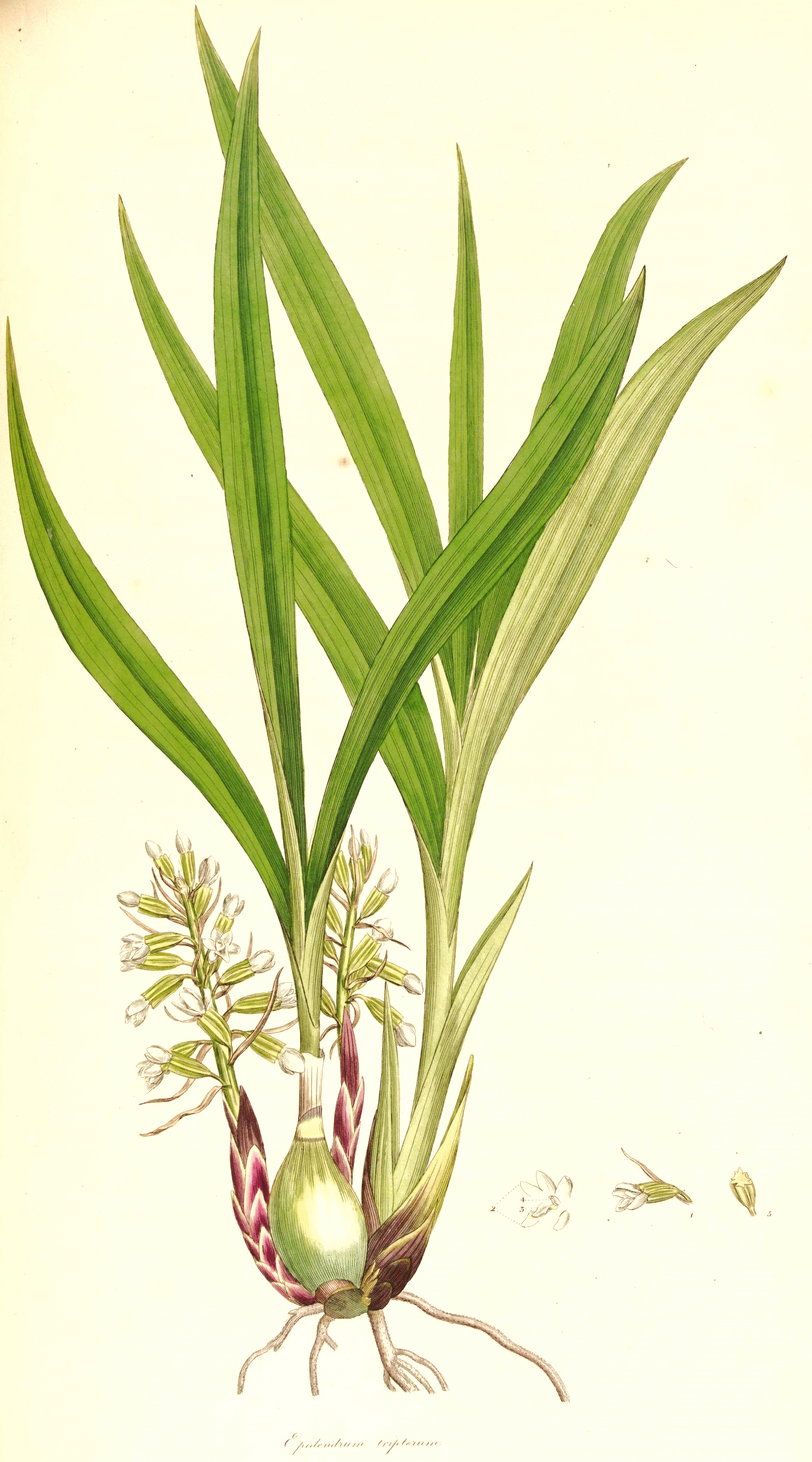